# Show do intervalo do Super Bowl XLVI
O show do intervalo do Super Bowl XLVI ocorreu em 5 de fevereiro de 2012 no Lucas Oil Stadium, situado em Indianápolis, Indiana, como parte do jogo de futebol Super Bowl XLVI. Apresentou a cantora estadunidense Madonna, que contou com a participação especial das rappers Nicki Minaj e M.I.A, do duo eletrônico LMFAO e do cantor Cee Lo Green. Madonna havia sido convidada para apresentar-se no Super Bowl em meados da década de 2000, porém os planos não concretizaram-se. Em 2011, a National Football League (NFL) confirmou sua aparição no show do intervalo da edição seguinte do jogo. A intérprete colaborou com o Cirque du Soleil na produção do concerto, enquanto seu coreógrafo de longa data, Jamie King, encarregou-se da direção musical do evento; King, por sua vez, juntou-se ao estúdio de produção multimídia Moment Factory. A apresentação consistiu em quatro canções, iniciando com "Vogue", que foi interpretada em um cenário romano-egípcio, e "Music" sendo cantada em seguida com o LMFAO. Trechos de "Open Your Heart" e "Express Yourself" foram cantadas por Green em um medley, com Minaj e M.I.A. juntando-se na execução "Give Me All Your Luvin'". O espetáculo foi finalizado com "Like a Prayer", que contou com a participação de Green.
Os preparativos para o show tiveram início em janeiro de 2012, com a mídia noticiando alguns dos artistas que se apresentariam com Madonna. A cantora revelou que estava nervosa com o concerto, comentando que seus ensaios foram os mais desgastantes que ela já teve. Os figurinos foram criados pelo estilista Riccardo Tisci e as empresas Givenchy, Miu Miu e Prada. Toda a apresentação consistiu em um total de 500 equipamentos, incluindo roupas customizadas para os convidados musicais e para os cem instrumentistas, 150 gladiadores e 200 coristas. A equipe de produção recebeu um total de sete minutos para montar o palco, doze para utilizá-lo na apresentação e oito para desmontá-lo. A estrutura modular foi montada a partir de um caminhão, juntamente com um grande tecido branco na frente que serviu como tela de mídia para a Moment Factory. Mapeamento de vídeo foi usado pela fabricante de hardware de vídeo Barco, com os filmes sendo modificados para os espectadores, bem como para o público televisivo. Todo o estádio foi decorado com arranjos de iluminação Sharpys da Clay Paky, e a apresentação utilizou equipamento de som Sennheiser. As equipes de iluminação, som e televisão fizeram testes de simulação do palco no Orange County Convention Center.
Madonna não foi paga para apresentar-se no show do intervalo, o qual fornece exposição global para a divulgação do material de um artista. A apresentação foi um sucesso comercial, quebrando o recorde de show do intervalo do Super Bowl mais assistido da história com uma audiência de 114 milhões de espectadores; este número foi maior do que o próprio jogo futebolístico. A artista deteve um novo recorde como o assunto mais comentado na rede social Twitter com 10,245 mensagens por segundo, e tornando-se o termo mais buscado no Google durante o evento. Keith Caulfield, jornalista da Billboard, observou que o repertório antigo de Madonna obteve um crescimento após o concerto, e que a pré-venda de seus lançamentos posteriores ganharam aumento. Críticos de música e de entretenimento analisaram o show de forma geralmente positiva, elogiando sua produção; contudo, alguns resenhistas notaram que Madonna não queria causar controvérsia com a apresentação. Entretanto, o evento recebeu alta atenção da mídia quando foi percebido que M.I.A. expôs seu dedo do meio para a câmera ao fim de seu verso em "Give Me All Your Luvin'", em vez de cantar a palavra "shit". A rapper foi bastante criticada, e a NFL pediu desculpas por sua incapacidade de desfocar a sequência. Como resultado, a liga mais tarde multou-a com um total de US$ 16,6 milhões, uma penalidade que foi resolvida através de um acordo confidencial feito em 2014.

## Antecedentes
De acordo com a CBS News, Madonna havia sido convidada para apresentar-se nos shows dos intervalos do Super Bowl de 1999 e 2001, porém os planos não concretizaram-se. Em janeiro de 2000, foi confirmado que ela apresentaria seu então recente single "American Pie" no show do intervalo do Super Bowl XXXIV. Entretanto, a artista cancelou a apresentação poucos dias antes do evento, devido a conflitos com seus projetos fonográficos. Em um comunicado enviado na época, Madonna disse que estava "arrependida" e manifestou "sinceras desculpas" para a National Football League (NFL), adicionando: "Estou ansiosa com a possibilidade de fazer algo com a NFL no futuro".
Em 2011, Madonna estava focada com o lançamento do filme W.E. — o qual marcou sua estreia como diretora — e com as gravações de seu décimo segundo álbum de estúdio então sem título. Naquele ano, surgiram rumores de que a cantora teria sido contratada pela NFL para apresentar-se no show do intervalo do Super Bowl. Em dezembro de 2011, a liga confirmou que a intérprete iria se apresentar no show do intervalo do Super Bowl XLVI, que iria ocorrer no Lucas Oil Stadium, situado em Indianápolis, Indiana. O jogo ocorreu em 5 de dezembro de 2012, e o espetáculo continuou a tendência de convidar músicos globais para apresentarem-se no evento. Nos anos anteriores, artistas que cantaram no intervalo do jogo incluem o grupo Black Eyed Peas — uma escolha que foi altamente criticada — e os músicos de rock Bruce Springsteen, Rolling Stones, The Who, Tom Petty and the Heartbreakers, U2, Paul McCartney e Prince. O concerto coincidiu com o lançamento de W.E. nos Estados Unidos e com a distribuição do single inicial do décimo segundo disco da intérprete. Lady Gaga também estava entre as opções de artistas que cantariam no Super Bowl XLVI, porém Madonna acabou sendo selecionada.
Madonna colaborou com o Cirque du Soleil para a produção do show, enquanto seu coreógrafo de longa data, Jamie King, encarregou-se da direção musical do evento. King também sugeriu que o estúdio de produção multimídia Moment Factory trabalhasse no concerto, o qual foi seguidamente contratado. O estúdio, que trabalhou no concerto de residência A New Day... (2003–07), de Céline Dion, é especializado em efeitos e espetáculos multimídia. Jacques Methe, produtor executivo de eventos especais do Cirque du Soleil, explicou que a empresa estava "contribuindo para o processo criativo que levará à criação desse momento muito especial", adicionando: "Para nós, é uma oportunidade interessante. Trabalhar com outras estrelas mão é algo que fazemos muitas vezes". Methe disse que o Cirque du Soleil estava envolvido no lado criativo do show, e que foi "desafiador" produzi-lo em termos logísticos. A equipe já havia experimentado construir uma "extravagância de nove minutos" no pré-jogo do Super Bowl XL. "Nosso trabalho tem sido feito principalmente para ajudar a ampliar e criar um ambiente para os artistas", comentou Eric Fournier, produtor executivo da Moment Factory, citando outras apresentações em que a empresa havia trabalhado empregando truques de iluminação e projeções de vídeo para efeitos especiais.

## Desenvolvimento

### Ensaios
Nós tivemos muitos ensaios — intensos ensaios. Não foram como se [Madonna] estivesse lá [no local de ensaios] com um chicote, mas você sabia que esse seria a maior apresentação dela, então eu entendo o nervosismo dela.

— Minaj falando sobre os ensaios.
Os ensaios para o evento começaram em janeiro de 2012 em um estúdio de Nova Iorque. Cada ensaio durou doze horas por dia, totalizando 320 horas. As rappers Nicki Minaj e M.I.A., que colaboraram com Madonna em "Give Me All Your Luvin'", disseram que os ensaios foram a coisa "mais cansativa [que já fizeram]" e que "não esperavam nada mais", descrevendo-os como "uma épica experiência de aprendizagem". A primeira confirmou sua presença no evento através de uma mensagem postada no Twitter, enquanto a participação da dupla LMFAO foi divulgada pelo rapper e produtor musical will.i.am.
De acordo com o Los Angeles Times, a NFL semi-revelou o repertório do show em sua revista, dizendo enigmaticamente que "embora o repertório de Madonna não tenha sido oficialmente anunciado na coletiva de imprensa, os fãs podem esperar que ela dê todo o seu amor, forneça um raio de luz e esteja na moda com sua música". Antes da apresentação, a cantora disse estar nervosa devido às limitações físicas e horárias do evento: "Eu tenho oito minutes para montar meu palco, doze para fazer o melhor concerto da Terra, e sete para desmontar [o palco]. Assim, o campo de futebol estará pronto para a segunda parte do jogo. Como você faz isso? Apresentar-se no show do intervalo do Super Bowl é um sonho das garotas do meio do oriente. Em mais de 25 anos de carreira que tenho, eu nunca trabalhei tanto ou estive tão escrupulosa, detalhista ou maluca". Ela também revelou que seus planos de ter cem bateristas descendo do teto do estádio teve de ser cancelado, já que a estrutura não foi capaz de suportar o peso.

### Figurinos

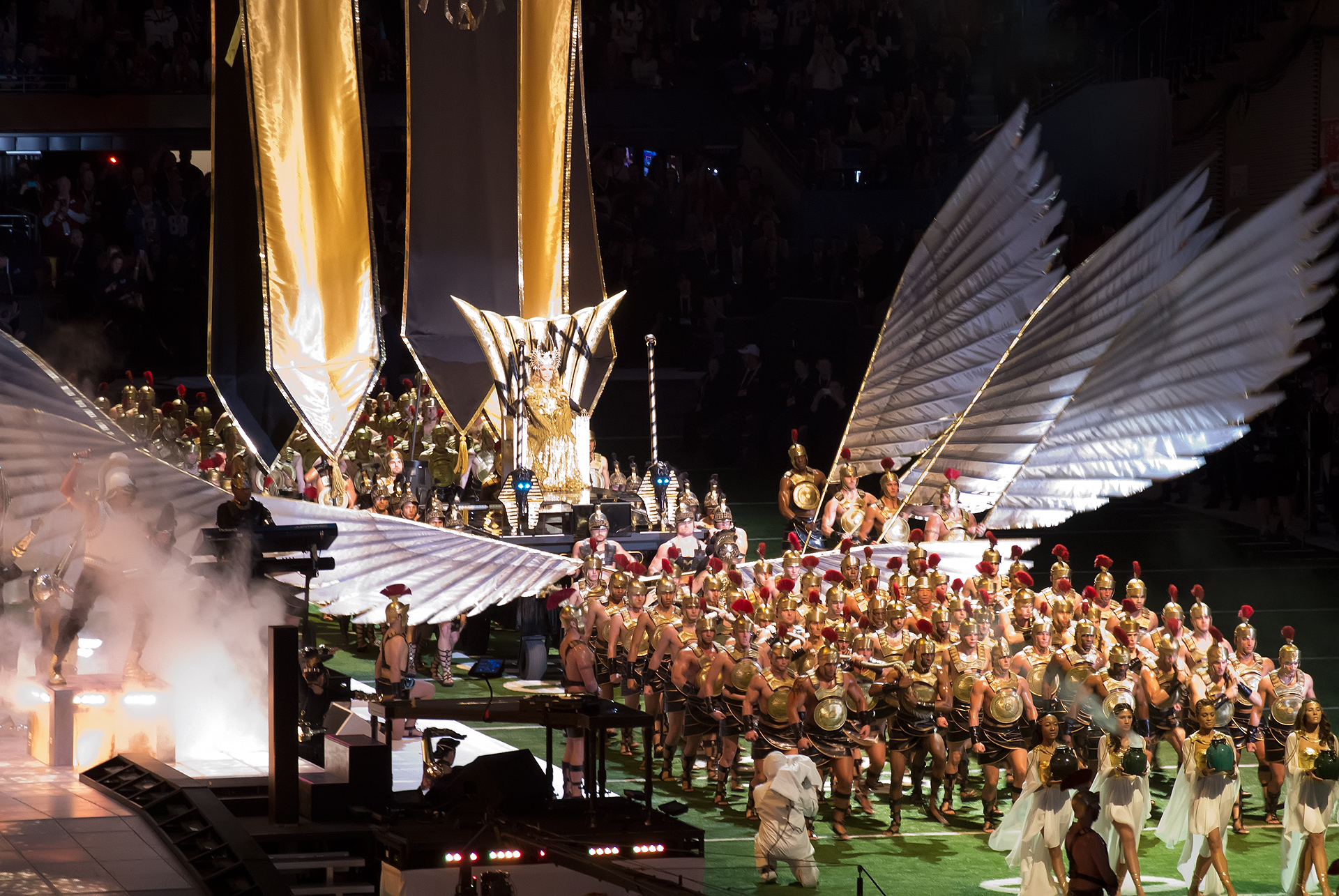
Madonna sendo carregada em um trono de 150 gladiadores, usando um vestido preto coberto com uma saia plissada dourada desenhada por Riccardo Tisci para a Givenchy

Madonna prometeu que não haveria problemas com os figurinos durante o evento, referindo-se ao ocorrido no show do intervalo do Super Bowl XXXVIII, no qual uma parte da roupa de Janet Jackson rasgou e expôs seu seio, causando grande escândalo entre a mídia. As peças da apresentação tiveram um tema de império romano no qual elementos com estilo de gladiador e elementos atuais da Roma foram infundidos. A estilista B. Åkerlund responsabilizou-se pela criação dos vestidos finais, levando mais de três meses para juntar os diferentes modelos. Ela chamou os melhores e mais avançados estilistas para contribuir com os figurinos, com peças apresentando alta-costura da Givenchy, botas da Miu Miu e brincos da Bvlgari. Åkerlund trabalhou estreitamente com Madonna, que envolveu-se em cada detalhe, incluindo as roupas dos gladiadores. A profissional explicou:
| “ | Esse foi, de longe, o maior desafio que já tive em minha carreira, e eu não pude estar mais honrada de fazer parte de um evento tão incrível e histórico. Nada se compara à trabalhar com Madonna nessa apresentação do Super Bowl, sua atenção aos detalhes e cuidados em todos os projetos é verdadeiramente inspirador e muda a vida. | ” |

O primeiro vestido desenhado para Madonna era um de cor preta, coberto com uma saia plissada dourada desenhada por Riccardo Tisci para a Givenchy. A cantora usou joias pesadas, com seu cabelo loiro longo e firmemente tecido. Ela acrescentou brincos de diamante ao conjunto, os quais recebeu da Bvlgari após convencer a empresa. A peça também tinha um capa de lantejoulas de ouro com um chiffon estampado de leopardo, com a chapelaria de Philip Treacy. Para "Give Me All Your Luvin'", Madonna, Minaj e M.I.A. usaram figurinos de líder de torcida de cor vermelha e preta, carregando pompons dourados nas mãos. Na última apresentação, a intérprete surgiu no palco em um longo vestido preto de manga comprida por cima do vestido preto usado na primeira atuação. Tisci explicou que fez todas os figurinos, incluindo as peças normais, roupais, luvas, cintos, chapéus e até mesmo a calcinha da vocalista. Ao final, ele deu cerca de 28 opções para ela, que selecionou a capa dourada. O estilista e sua equipe tinham uma versão mais curta da peça, mas tiveram de refazê-la pois a musicista não aprovou o desenho final. Toda a apresentação consistiu em um total de 500 equipamentos, incluindo roupas customizadas para os convidados musicais e para os cem instrumentistas, 150 gladiadores — que usaram cuecas pretas da Calvin Klein — e 200 coristas.

### Construção do palco

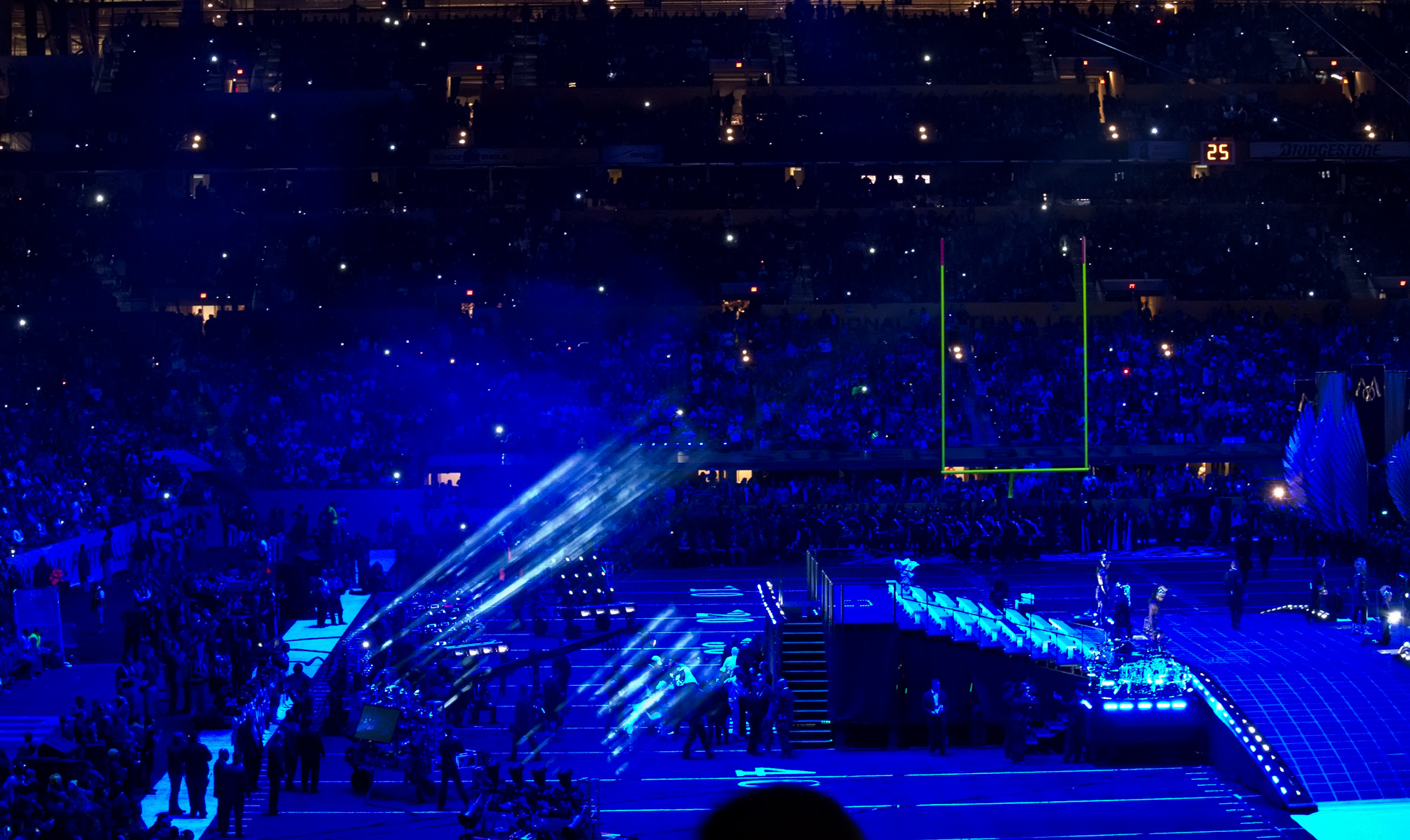
Imagem apresentando a equipe montando o palco do show do intervalo, incluindo os equipamentos de luz e som, as arquibancadas e as rampas

Para o show, a equipe de mil e 500 pessoas tiveram sete minutos para construir o palco. A empresa californiana Torrence All Access Staging and Productions encarregou-se do equipamento necessário para a construção. Erik Eastland, membro da empresa, serviu como superintendente de todo o equipamento, já tendo feito parte de vários eventos de visibilidade como os Grammy Awards e os Daytime Emmy Awards. Cerca de 70% dos trabalhadores eram voluntários que tiveram de passar por um teste de triagem de seis meses para conseguir a vaga, e o restante eram trabalhadores normais de vários fornecedores de palco. O palco principal tinha 36.6 metros de comprimento e modular, e o equipamento necessário de sua estrutura foi retirado de seis grandes caminhões. A equipe também criou os equipamentos de iluminação, vídeo, efeitos especiais e áudio. Eastland comentou:
| “ | O desafio pode vir de trabalhar fora dos elementos. Poderia ser de 50 degraus quando ensaiamos e [ter abaixo de] 50 no dia do jogo, nós estamos trabalhando sob o pretexto de que podemos fazer isso na neve ou na chuva. Em um ambiente interior normal, nós temos sete minutos para instalar o palco e deixá-lo pronto para as câmeras. Isso pode ser esticado para sete minutos. É o mesmo período de tempo. | ” |

Douglas Cook, coordenador da construção do palco, explicou que os ensaios permitiu-os de melhorar o limite de tempo e construir o palco em menos de cinco minutos. Cook, que já havia trabalhado em outros shows do intervalo, sabia dos detalhes e pôde instruir a equipe. Os desenhos das apresentações assegurou o que era esperado para cada construção, fazendo os voluntários montarem os palcos em peças separadas e usar carrinhos para movê-las ao palco principal. A entrada de Madonna teve de ser ensaiada várias vezes, para que a precisão pudesse ser mantida. Durante o evento principal, Cook enfrentou problemas quando soube que o New England Patriots sairiam do mesmo lugar usado pelos voluntários para carregar os equipamentos do palco; ele resolveu falando com a equipe.
Bruce Rodger, cenógrafo do show, já havia trabalhado com a artista na turnê Drowned World Tour (2001) e já estava ciente de sua ética de trabalho. Juntamente com o diretor Hamish Hamilton e o produtor executivo Ricky Krishner, eles tiveram várias reuniões com a equipe de Madonna, que foi representada pelo coreógrafo Jamie King — o qual apresentou as primeiras ideias e teorias sobre a apresentação. Rodgers desenvolveu um palco em formato de uma cruz gigante que teve uma plataforma central anexada com cinco elevadores escondidos, uma arquibancada na parte de trás com um sistema de fuga, quatro posições para a banda se apresentar, uma ária para slackline em um limite, e rampas nas duas extremidades da cruz. Na frente do palco, havia uma tela branca de 45 por 27 metros, que serviu como a principal para as projeções da Moment Factory. Adereços construídos incluíram um trono folheado em ouro em cima de uma barcaça, desenhado por Jimmie Martin, e que foi carregado por 150 gladiadores. O maior desafio para Rodgers foi acomodar esta peça no palco e ensaiar a procissão trazendo Madonna no palco.

### Multimídia e vídeo

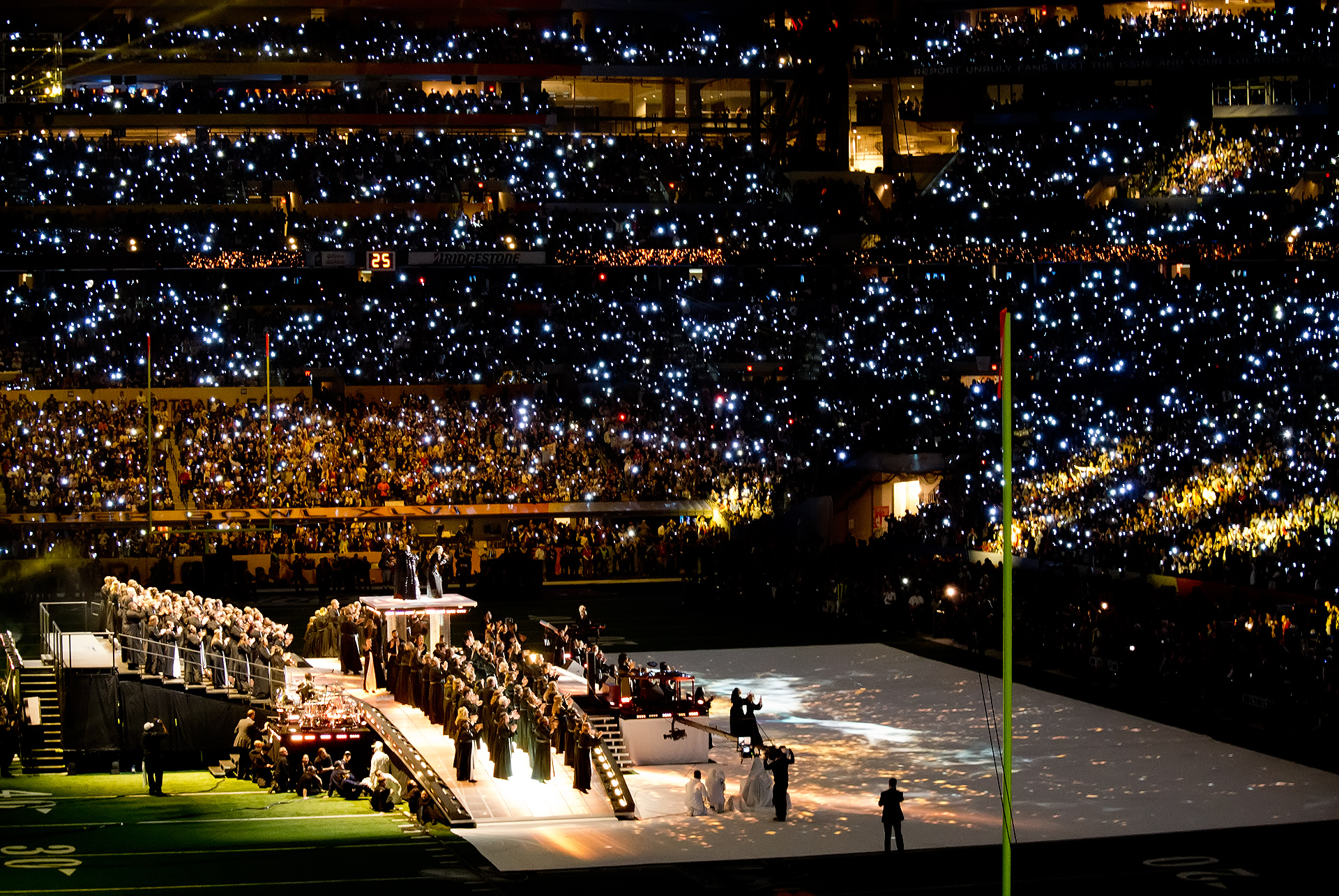
Para a performance de "Like a Prayer", mapeamento de vídeo foi empregado para dar um efeito que fez o palco "parecer que estivesse sugando a grama e o giz do campo de futebol".

Extensas projeções e tecnologias foram utilizadas no palco, as quais foram conceituadas pela Moment Factory e o Cirque du Soleil. Após a entrada de Madonna, o solo e o chão do palco mudaram para revelar diversas imagens em vídeo, mostrando capas da revista Vogue com a cara da artista sendo colocadas nelas. As imagens continuaram a mudar rapidamente conforme as canções seguintes eram apresentadas. Este feito foi conquistado graças à tecnologia conhecida como mapeamento de vídeo, que é usada para transformar objetos, geralmente de formato irregulares, em uma superfície expositora para a projeção. O mapeamento já havia sido usado em outros eventos, como o lançamento do Nokia Lumia e projeções de imagens dos jogadores da NBA no Hudson River em 2011. Entretanto, nunca havia sido utilizado em algo de grande escala como o show do intervalo de Madonna. Eric Fournier, parceiro e produtor executivo da Moment Factory, explicou que eles já haviam se associado a concertos dependentes de tecnologia, então preparar e ajustar os requisitos para o Super Bowl foi fácil. Quando eles chegaram nas preparações para a apresentação, a equipe da intérprete já havia selecionado as músicas que seriam cantadas, para que o estúdio desenvolvesse os efeitos visuais de forma a complementar a coreografia. Sakchin Bessete, diretor criativo da empresa, acreditou que as projeções de vídeo seriam mais eficientes em destacar o show, e que haveriam menos equipamentos presentes no campo. Fournier disse: "Tudo veio da decisão inicial de fazer um show fora [dos padrões], não apenas uma apresentação. Madonna é perfeccionista, e queria fazer algo extraordinário, então esse foi o objetivo de todos".
Os conceitos principais incluíram a mudança das capas das revistas, a procissão egípcia no começo, caixas de som "intergalácticas" durante a apresentação de "Music", e um efeito que fizesse o palco "parecer que estivesse sugando a grama e o giz do campo de futebol". Alguns visuais foram cronometrados para sincronizar-se aos dançarinos e aos movimentos corporais de Madonna. Depois que os visuais foram decididos, a Moment Factory e o Cirque du Soleil viram as apresentações de perto, para adaptar os fundos às coreografias. Fournier contou com a equipe "disciplinada" selecionada pela NFL, que já havia experiência com gestão das configurações de vídeo, as quais totalizaram 32 projetores de alta definição da fabricante de hardware de vídeo Varco. Os projetores foram anexados a oito casulos com quatro projetores cada, para englobar todo o Lucas Oil Stadium. O Projector Toolset da Barco foi usado para operar as telas e mostrar os diferentes vídeos para o show. Fournier explicou que "na TV, haviam vários zooms de Madonna e os dançarinos, mas [da visão] do público no estádio, a apresentação cobriu 50 jardas. Essa era a ideia: de que o show, em essência, eclipsasse o tamanho do estádio". Entre 10 a 12 membros trabalharam no projeto, pois eles tiveram de criar quase duas apresentações diferentes — uma para os espectadores no estádio e outra para os telespectadores ao redor do mundo. A Moment Factory coordenou a produção da performance em conjunto com os produtores, para que todo o concerto fosse projetado corretamente na televisão. Bessette lembrou que as resoluções dos vídeos eram muito grandes, quase 18 vezes a mais da alta definição normal, já que eles enfrentaram problemas em mover os arquivos de vídeo para lugares adequados. Ele disse: "Nós tivemos de encontrar uma solução que fosse espetacular e se encaixasse dentro desses parâmetros".
Rodgers selecionou a LMG Inc. para fornecer os equipamentos de vídeo, luzes e áudio. Para a projeção do show do intervalo, empresa fechou uma parceira com a DWP Live, especializada em produção de eventos ao vivo. Danny Whetstone, fundador da DWP, explicou que usar a Barco ajudou-os a operar as projeções continuamente e ajustar o brilho dos vídeos de acordo com suas próprias vontades. "Foi essencial para nós pendurarmos o projetores para baixo, 151 pés no ar, e lentes no campo, a fim de preencher a grande área visual com a imagem convergente", concluiu. O HD20 da Barco tinha uma capacidade de iluminação de 20 mil lúmens, e deu imagens extremamente limpas com alto brilho e contraste, fazendo-as ideais para a apresentação.